# Aspergillus curviformis
Aspergillus curviformis är en svampart som beskrevs av H.J. Chowdhery & J.N. Rai 1980. Aspergillus curviformis ingår i släktet Aspergillus och familjen Trichocomaceae.   Inga underarter finns listade i Catalogue of Life.